# Moriyama Kenji
Kenji Moriyama (sinh ngày 21 tháng 6 năm 1991) là một cầu thủ bóng đá người Nhật Bản.

## Sự nghiệp câu lạc bộ
Kenji Moriyama đã từng chơi cho YSCC Yokohama.